# Lambert Lensing

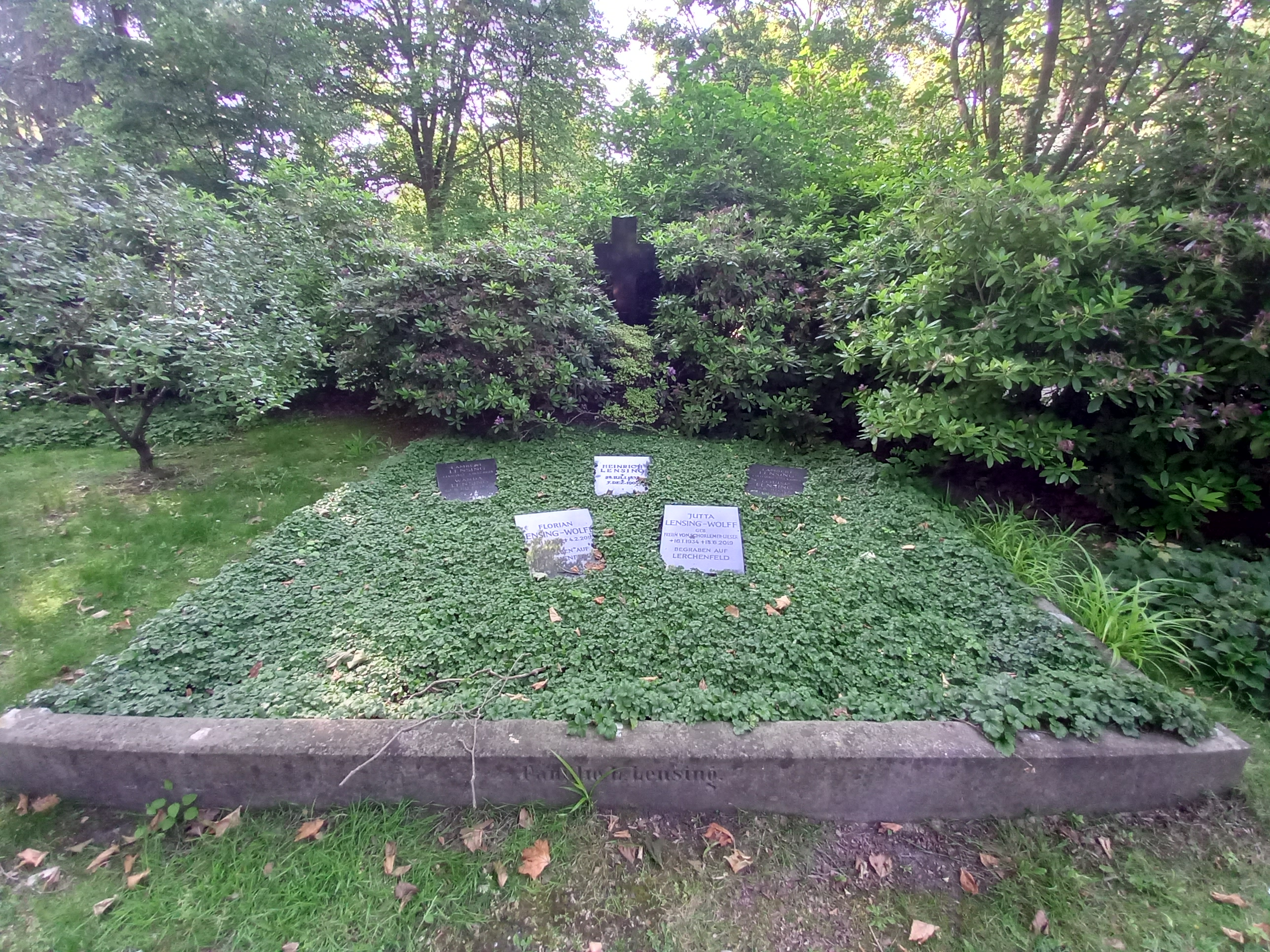
Das Grab von Lambert Lensing und seiner Ehefrau Louise geborene Block (Grabstein hinten rechts) im Familiengrab auf dem Südwestfriedhof Dortmund

Lambert Lensing (* 14. November 1889 in Dortmund; † 25. April 1965 ebenda) war ein deutscher Zeitungsverleger und CDU-Politiker.

## Leben

### Herkunft und Ausbildung
Lambert Lensing wurde am 14. November 1889 in Dortmund als Sohn des Zeitungsverlegers Lambert Lensing (1851–1928) und seiner Frau Wanda Lensing, geborene Rittweger (1857–1943) geboren. Er besuchte eine Volksschule in Dortmund und das Gymnasium in Emmerich, der Heimatstadt seines Vaters. Dort bestand er 1910 die Reifeprüfung. Im Anschluss daran studierte er Rechtswissenschaften an den Universitäten Münster, München und Leipzig, wo er jeweils Mitglied von katholischen Studentenverbindungen im KV wurde (K.St.V. Markomannia Münster, K.St.V. Saxonia München und K.St.V. Teutonia Leipzig). Bereits während seines Studiums wurde er im väterlichen Verlag und beim Verlag Fredebeul & Koenen in Essen ausgebildet. 1914 bis 1918 war er Teilnehmer des Ersten Weltkrieges, zuletzt als Adjutant Franz von Papens in Palästina. Lensing erhielt das Eiserne Kreuz I. und II. Klasse. Am 1. Januar 1919 trat er in den familieneigenen Verlag „Gebr. Lensing Verlagsanstalt“ ein und schloss 1920 sein Studium mit dem Referendarexamen ab.

## Wirken

### Zeitungsverleger
Während der Ruhrbesetzung durch Frankreich wurde im März 1923 die von seinem Vater gegründete Tageszeitung Tremonia, ein Organ der Deutschen Zentrumspartei, verboten. Lensing brachte daraufhin in Bochum die gegen die französische Besatzungsmacht gerichtete Zeitung Ruhrpost heraus. Aufgrund dessen wurde er von der französischen Besatzungsmacht verhaftet und zu einer Geldstrafe verurteilt.
Ab 1925 konnte die Tremonia wieder erscheinen. Nach dem Tode seines Vaters im Jahr 1928 übernahm Lensing die Leitung des Familienverlags. Zu diesem Zeitpunkt war er bereits im Vorstand der Dortmunder und der westfälischen Deutschen Zentrumspartei. Seit 1919 war er Mitglied in der Dortmunder Stadtverordnetenversammlung und wurde später auch in den Magistrat delegiert. Im Jahr 1929 wurde er Vorstandsmitglied des Vereins deutscher Zeitungs-Verleger, 1930 Vorsitzender des Niederrheinisch-Westfälischen Zeitungsverleger-Vereins. Lensing war auch Vorstandsmitglied im Augustinus-Verein zur Pflege der katholischen Presse. Dieser Verein war von seinem Vater 1878 mitbegründet worden.
Nach der Machtübernahme der Nationalsozialisten musste er seine Leitungsfunktionen in den Zeitungsverlegerverbänden aufgeben, mit dem Schriftleitergesetz verlor er auch den Einfluss über die zum Verlag gehörenden Zeitungen.
1939 wurde er als Hauptmann der Reserve eingezogen, war zunächst in Morąg eingesetzt und ab 1940 im Oberkommando der Wehrmacht in Berlin in der Abteilung Propaganda tätig. Nach dem Krieg kehrte er nach Dortmund zurück, in Lensings Druckerei wurde zunächst vom 19. September 1945 bis zum 4. Mai 1946 die von der britischen Militärregierung herausgegebene Ruhr-Zeitung hergestellt. Anschließend übernahm er den Druck der Westfalenpost. Ende 1948 erhielt er als Altverleger eine Lizenz für die Ruhr Nachrichten.

### Politisches Engagement
Lensing gehörte am 2. September 1945 in Bochum zu den Mitbegründern der Christlich Demokratischen Union (CDU) in Westfalen und übernahm bis zum 20. Juni 1946 den Landesvorsitz der CDU Westfalen. Er wurde in den Parlamentarischen Rat berufen und ist damit einer der Väter des deutschen Grundgesetzes. 1949 gehörte er zu den Mitbegründern des Bundesverbands Deutscher Zeitungsverleger, dessen stellvertretender Präsident er von 1953 bis 1959 war. Vom 4. April 1951 bis zum 20. Juni 1959 war er erneut nordrhein-westfälischer Landesvorsitzender der CDU, 1954 gelangte er über ein Direktmandat im Wahlkreis Recklinghausen-Land-Nordost in den Landtag Nordrhein-Westfalen und wurde stellvertretender Vorsitzender der CDU-Fraktion.
Lensing starb nach kurzer schwerer Erkrankung, sein Grab findet sich auf dem Dortmunder Südwestfriedhof.

## Auszeichnungen
Am 21. Februar 1959 wurde Lensing mit dem Großen Bundesverdienstkreuz mit Stern ausgezeichnet. Papst Johannes XXIII. verlieh ihm das Komturkreuz des Gregoriusordens.